# Auto Club de Détroit
L'Auto Club de Détroit est une franchise de hockey sur glace ayant évolué dans la Ligue internationale de hockey de 1945 à 1951.

## Historique
L'équipe est créée en 1945 à Détroit au Michigan et évolue dans la LIH jusqu'en 1951, jouant ses rencontres dans l'Olympia Stadium de Détroit. L'équipe est une des quatre franchises fondatrices de la LIH.
L'Auto Club remporte la première Coupe Turner remise au vainqueur des séries éliminatoires de la LIH en 1945-1946.

### Statistiques
| Saison    | PJ | V  | D  | N  | BP  | BC  | Pts | Classement              | Séries éliminatoires         | Entraîneur    |
| --------- | -- | -- | -- | -- | --- | --- | --- | ----------------------- | ---------------------------- | ------------- |
| 1945-1946 | 15 | 8  | 7  | 0  | 81  | 16  | 82  | 3e rang LIH             | Vainqueur de la Coupe Turner | Jack Ward     |
| 1946-1947 | 28 | 7  | 20 | 1  | 113 | 156 | 15  | 5e rang LIH             | Non qualifiés                | Jack Ward     |
| 1947-1948 | 30 | 13 | 16 | 1  | 161 | 151 | 27  | 5e rang LIH             | Non qualifiés                | Herb Jones    |
| 1948-1949 | 31 | 17 | 11 | 3  | 146 | 130 | 39  | 3e place, division Nord | défaite au 2e tour           | Herb Jones    |
| 1949-1950 | 40 | 19 | 14 | 7  | 170 | 139 | 45  | 2e rang LIH             | défaite au 1er tour          | Johnny Mowers |
| 1950-1951 | 52 | 10 | 32 | 10 | 136 | 238 | 31  | 5e rang LIH             | Non qualifiés                | Johnny Mowers |